# 俄裔巴基斯坦人
俄裔巴基斯坦人，是指定居在巴基斯坦的，具有巴基斯坦公民身份的俄羅斯移民及其後代。他們在俄羅斯的身份大都是穆斯林民族（車臣人、伏爾加韃靼人、阿瓦爾人和俄羅斯族穆斯林等）。他們約有10000人生活在巴基斯坦。

## 名人
- 安娜·莫尔卡·艾哈迈德
- 納西雷丁·穆拉特哈諾維奇·汗